# Escritório de projetos
O Escritório de projetos (EP) ou Project Management Office (PMO) é um departamento que tem como responsabilidade definir e zelar pela manutenção dos padrões de gerenciamento de projetos empresariais e uma estrutura gerencial responsável por padronizar processos de governança relacionados a programas sob a sua tutela.